# Stepan Kirillowitsch Melnikow
Stepan Kirillowitsch Melnikow (russisch Степан Кириллович Мельников; * 25. April 2002 in Moskau) ist ein russischer Fußballspieler.

## Karriere

### Verein
Melnikow begann seine Karriere bei Spartak Moskau. Bei Spartak rückte er in der Winterpause der Saison 2020/21 in den Kader der zweitklassigen Reserve. Für diese debütierte er im März 2021 gegen Baltika Kaliningrad in der Perwenstwo FNL. In seiner ersten Zweitligasaison kam er zu 14 Einsätzen, in denen er drei Treffer verbuchte. Im September 2021 stand er in der UEFA Europa League gegen den SSC Neapel erstmals im Kader der ersten Mannschaft. Sein Debüt für diese gab er schließlich im November 2021 in der Premjer-Liga gegen den FK Ufa. Dies blieb sein einziger Einsatz für Spartak.
Im Januar 2022 wechselte Melnikow innerhalb der Premjer-Liga zum FK Rostow. Bis Saisonende absolvierte er sechs Partien im Oberhaus. In der Saison 2022/23 kam er zu zehn Einsätzen. Zur Saison 2023/24 wurde er an den Zweitligisten Alanija Wladikawkas verliehen.

### Nationalmannschaft
Melnikow spielte im April 2017 erstmals für eine russische Jugendnationalauswahl. 2019 nahm er mit der U-17-Auswahl an der EM teil. Während des Turniers kam er in zwei Partien der Russen zum Einsatz, die allerdings punktelos in der Gruppenphase ausschieden.